# Stanisław Studziński
Stanisław Studziński – rotmistrz wojska polskiego żyjący w pierwszej połowie XVIII wieku.
Przebywał przez pewien czas na Krymie, następnie był tłumaczem w kancelarii królewskiej. Zostawił rękopis, zawierający zbiór listów i not ściągających się do spraw z portą Otomańską i Krymem (wyjątki były drukowane w Athenaeum, t. 6).